# کیسه خواب

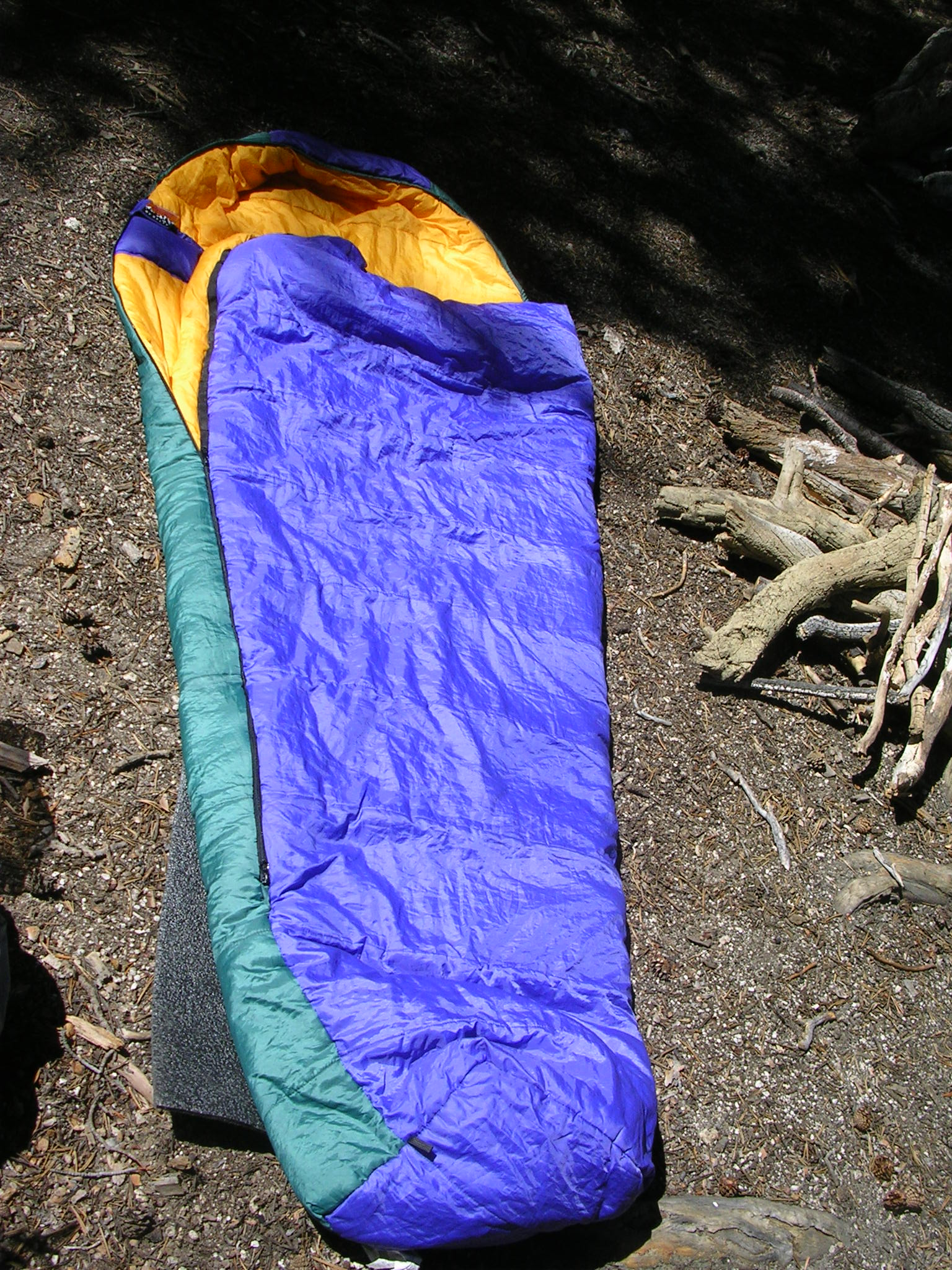
کیسه خواب معروف به مومیایی

کیسه خواب (به انگلیسی: Sleeping bag) رخت‌خواب مدرنی است که لحاف و تشک هر دو را باهم دارد به نحوی که این دو به وسیله یک زیپ یا تکمه به همدیگر متصل هستند و فرد استفاده‌کننده پس از خوابیدن درون آن با بستن زیپ یا تکمه‌ها لحاف را به تشک میبندد.اولین بار توسط پرایس پرایس-جونز در اواخر قرن 19 میلادی اختراع شد.

## خصوصیات
از خصوصیات آن کم حجم بودن و قابل حمل بودن هست همچنین به علت بسته شدن کامل کمک خوبی برای نگهداری گرمای تولیدی بدن و گرم نگه داشتن بدن است . معمولاً از جنس پارچه‌های با الیاف نایلون ساخته می‌شود که علاوه بر نگهداری دما تا حدودی ضد رطوب باشد.

## استفاده
معمولاً برای مسافرتهای طبیعت گردی و پیکنیک و مواردی که نیاز به خوابیدن در طبیعت و فضاهایی با امکانات خواب کم، کاربرد دارد و نیروهای نظامی در عملیات‌های نظامی یا اردوها و علاقه‌مندان به طبیعت خصوصاً کوهنوردان ( به علت سبکی و قابل حمل بودن) از آن استفاده می‌کنند.

## درون خانه
همچنین نوع‌هایی برای استفاده درون خانه طراحی شده‌است.

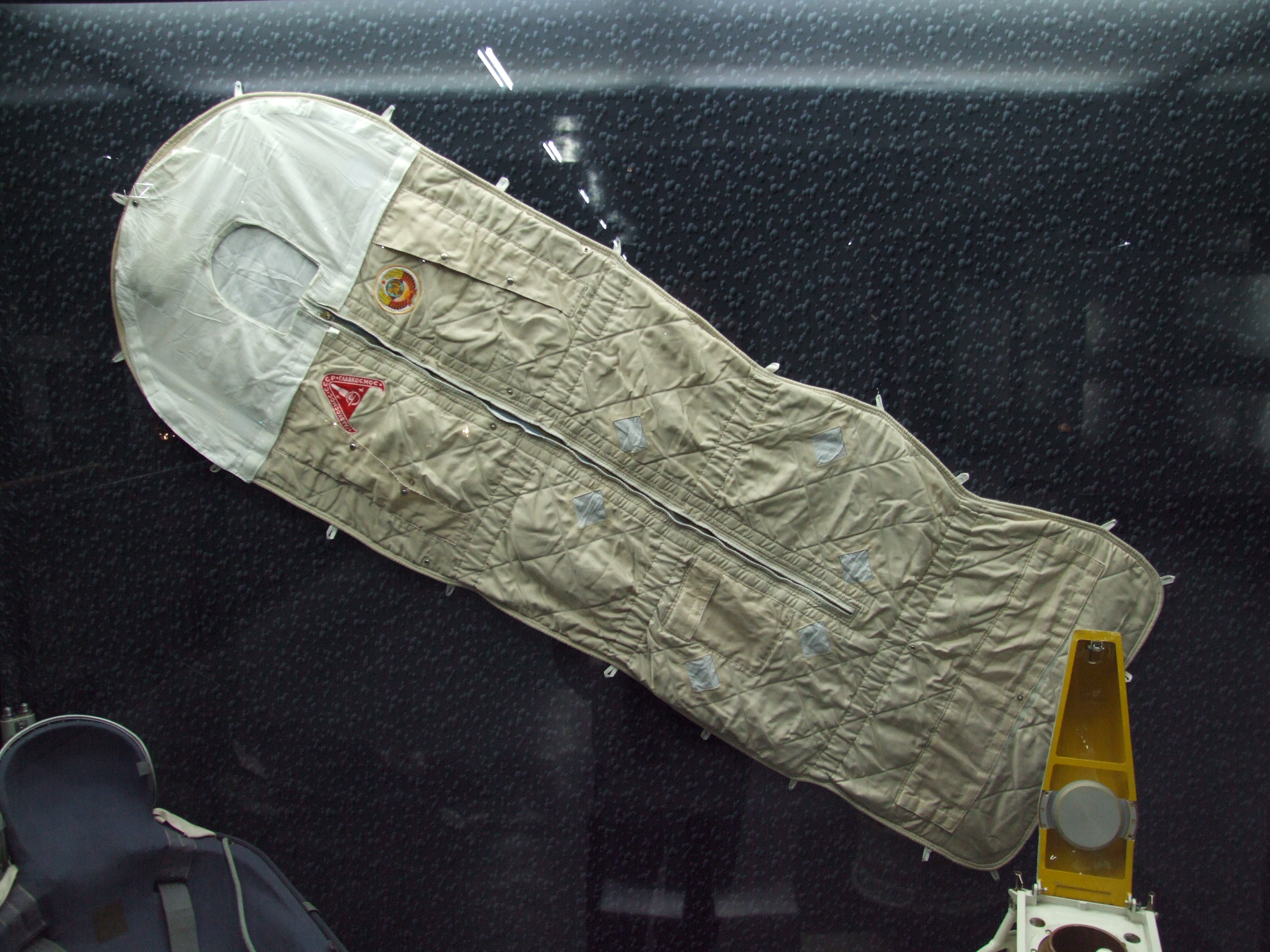
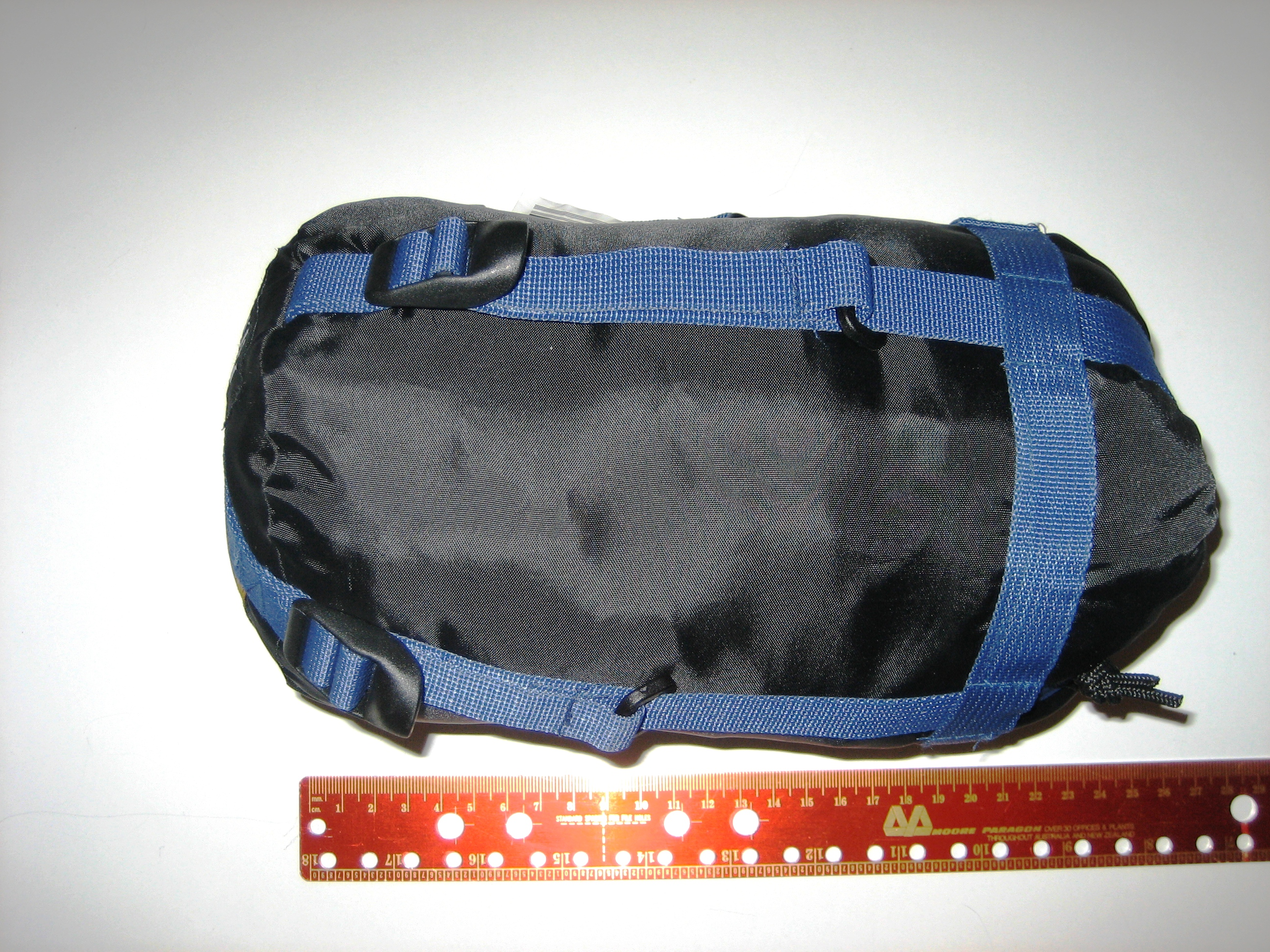
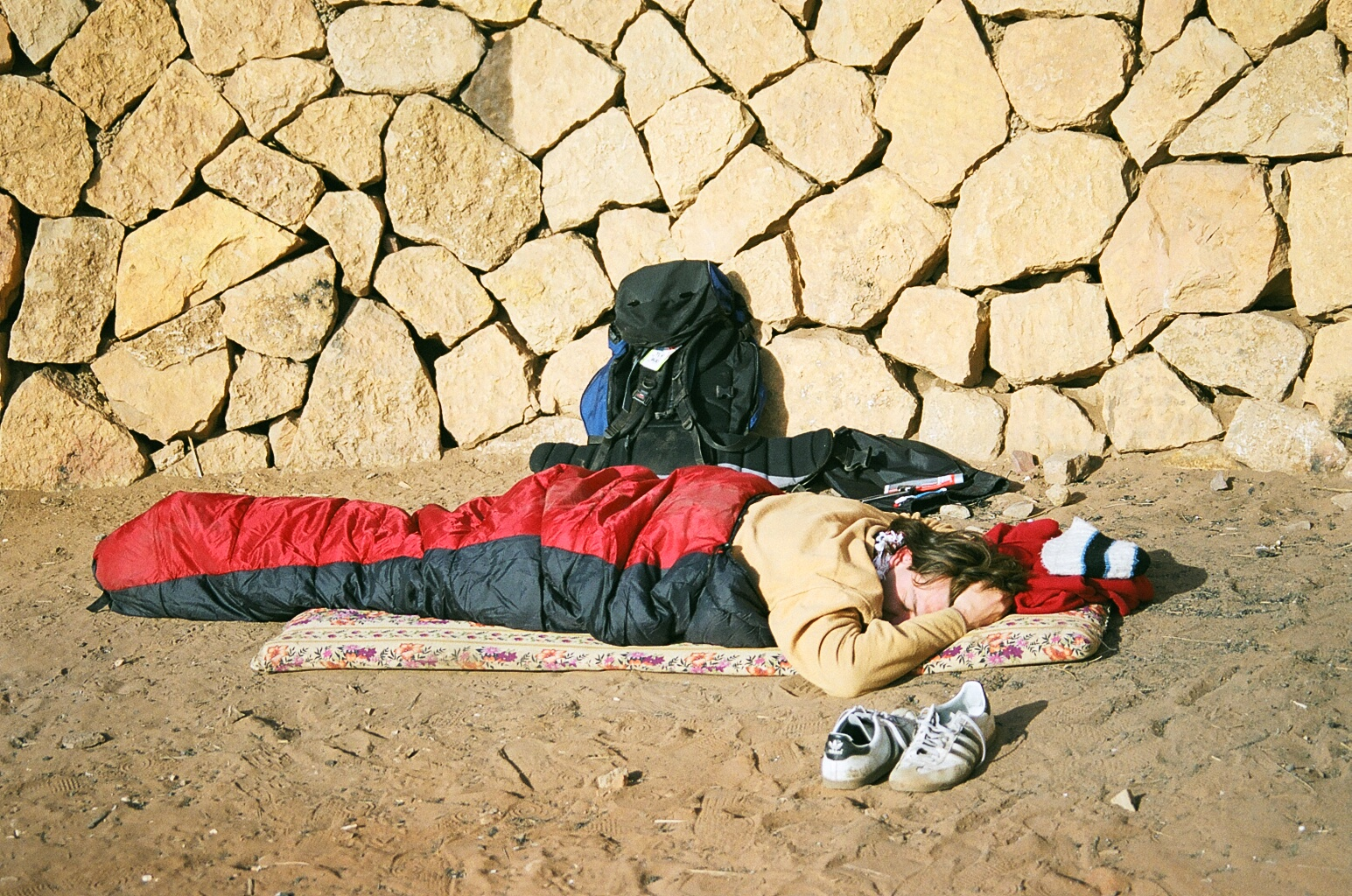